# Municipio de Buena Vista (Dakota del Norte)
El municipio de Buena Vista (en inglés: Buena Vista Township) es un municipio ubicado en el condado de Bowman en el estado estadounidense de Dakota del Norte. En el año 2010 tenía una población de 21 habitantes y una densidad poblacional de 0,27 personas por km².

## Geografía
El municipio de Buena Vista se encuentra ubicado en las coordenadas 46°14′35″N 103°3′28″O / 46.24306, -103.05778. Según la Oficina del Censo de los Estados Unidos, el municipio tiene una superficie total de 79.16 km², de la cual 79,16 km² corresponden a tierra firme y (0 %) 0 km² es agua.

## Demografía
Según el censo de 2010, había 21 personas residiendo en el municipio de Buena Vista. La densidad de población era de 0,27 hab./km². De los 21 habitantes, el municipio de Buena Vista estaba compuesto por el 100 % blancos. Del total de la población el 0 % eran hispanos o latinos de cualquier raza.